# Corynosoma pacifica
Corynosoma pacifica är en hakmaskart som beskrevs av Aleksandr Mikhailovich Nikolskii 1974. Corynosoma pacifica ingår i släktet Corynosoma och familjen Polymorphidae. Inga underarter finns listade i Catalogue of Life.